# Exostema subcordatum
Exostema subcordatum är en måreväxtart som beskrevs av Carl Karl Wilhelm Leopold Krug och Ignatz Urban. Exostema subcordatum ingår i släktet Exostema och familjen måreväxter. Inga underarter finns listade i Catalogue of Life.